# Monte Imeon

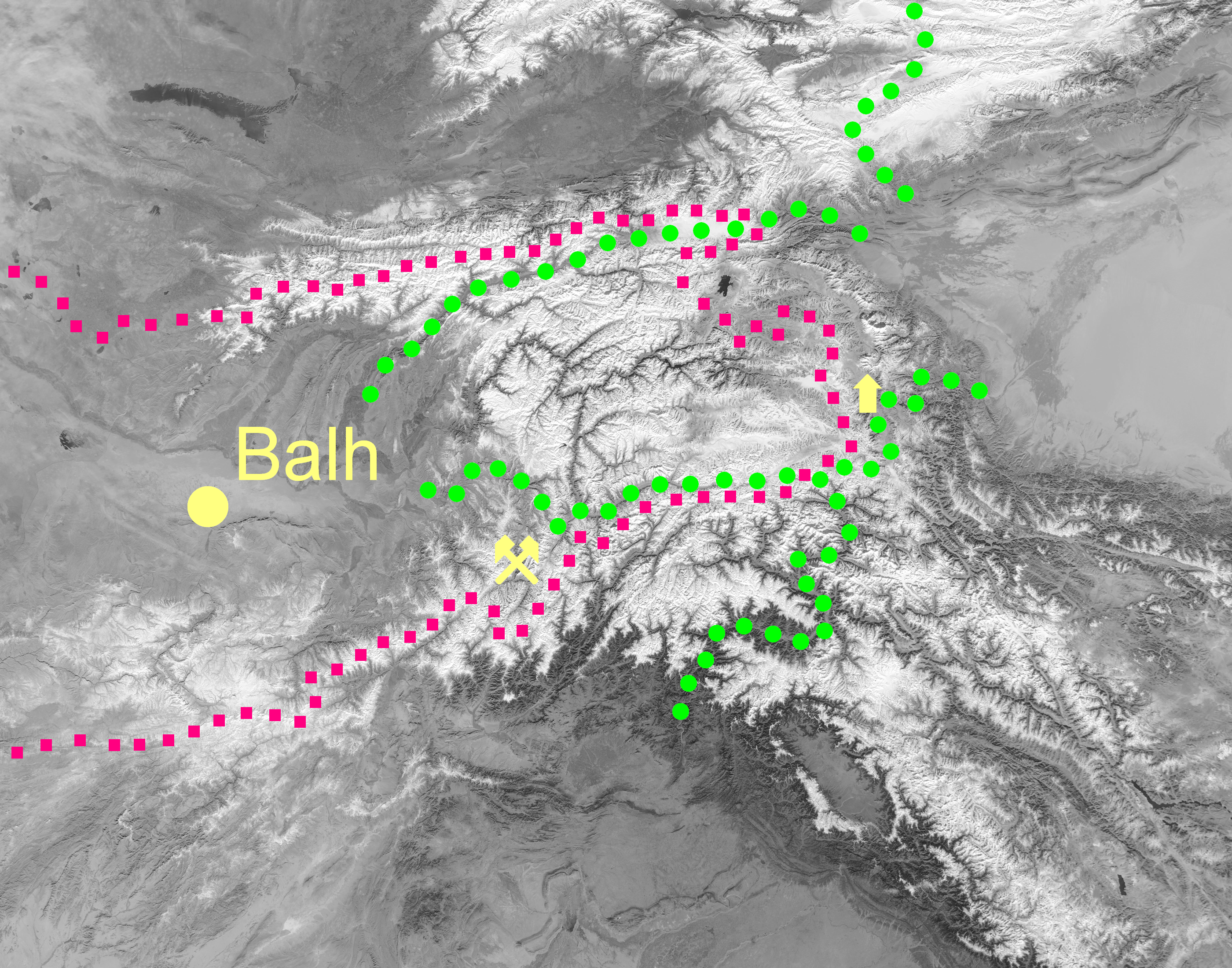
L'area del monte Imeon con le terre d'origine dei bulgari secondo la ricostruzione dell'accademico Suren T. Eremian basata sullAshkharhatsuyts di Anania di Shirak.

Monte Imeon è l'antico nome dato a un complesso montuoso dell'Asia centrale comprendente gli attuali Hindu Kush, Pamir e Tian Shan, compreso tra i monti Zagros a sud-ovest e i monti Altaj a nord-est e collegato a sud-est con il Kunlun, il Karakoram e l'Himalaya. Gli studiosi di epoca ellenistica lo chiamavano monte Imaus, un termine non di origine greca e antecedente ad Alessandro Magno.

## Geografia
Una descrizione dettagliata di questa regione montuosa e delle sue popolazioni si trova nell'opera Ashkharhatsuyts (Geografia) dello scrittore armeno del VII secolo Anania di Shirak (o forse di Mosè di Corene, suo conterraneo del V secolo). Secondo la mappa originale dell'Ashkharhatsuyts ricostruita dall'accademico Suren T. Eremian, il sistema montuoso si divideva in quattro rami (delimitati dai puntini verdi sulla mappa), corrispondenti rispettivamente a quattro distinte catene montuose:
- Imeon (Emavon in armeno) meridionale: Hindu Kush;
- Imeon sud-orientale: Badakhshan e Pamir;
- Imeon settentrionale: Alaj e catene del Tien Shan a nord della valle di Fergana;
- Imeon nord-orientale: parte centrale e orientale del Tien Shan.

Le montagne confinavano con la Cina ad est, l'India a sud, l'Aria (la regione attorno all'attuale Herat, chiamata Arya sulla mappa di Eremian) ad ovest e la Corasmia a nord-ovest.
Il sistema montuoso era attraversato da una tratta della via della seta che da Yarkand portava ad ovest a Tashkurgan (lett. «Torre di Pietra») nel Pamir orientale (già citata da Tolomeo come Lithinos pyrgos – Turris Lapidea in latino – e presente anch'essa sulla mappa dell'Ashkharhatsuyts), poi attraverso il corridoio del Wakhan e il Badakhshan raggiungeva l'antica città di Balkh. Una tratta alternativa, nota come via della seta settentrionale, collegava Kashgar all'alta valle dell'Alaj, attraversando poi la catena omonima per raggiungere la valle di Fergana.
Il monte Imeon era famoso per i suoi depositi di lapislazzuli nel Badakhshan occidentale, indicati sulla mappa di Anania. Le miniere di Sar-i Sang, sfruttate da millenni, hanno rifornito le antiche civiltà di Egitto, Mesopotamia, India e Roma e continuano a offrire i lapislazzuli più pregiati del mondo. L'avventuriero veneziano Marco Polo visitò le miniere nel 1271 durante il suo famoso viaggio in Cina lungo la via della seta, prima di attraversare le montagne percorrendo la via del Wakhan.

## Popolazione
Secondo l'Ashkharhatsuyts, il territorio dell'Asia centrale ad ovest dell'Imeon era abitato nell'antichità da quindici nazioni di artigiani e commercianti: Massageti, Bulhi, Corasmi (Horozmiki), ecc., e da 43 tribù nomadi, tra cui gli Eftaliti e gli Alcioni.

## Eredità
La Imeon Range sull'isola Smith delle Shetland Australi (Antartide) prende il nome dal monte Imeon.